# Pontus Dahlberg
Pour les articles homonymes, voir Dahlberg.
Pontus Dahlberg, né le 21 janvier 1999 à Älvängen en Suède, est un footballeur international suédois. Il évolue au poste de gardien de but avec le club du IFK Göteborg.

## Biographie

### En club
Formé à l'IFK Göteborg, club qu'il rejoint à l'âge de quinze ans après avoir effectué ses classes dans le club local d'Älvängen, il intègre l'équipe première en 2017 et devient directement gardien titulaire. Il joue 29 matchs lors de sa première saison en première division suédoise.
Le 31 janvier 2018, il est transféré au Watford FC en Angleterre, pour un montant de près de 4 millions d'euros. Il est prêté dans la foulée à son ancien club de Göteborg jusqu'à la fin de la saison.
Le 31 janvier 2020, il est prêté à FC Emmen. 
Le 11 août 2020 il est prêté au BK Häcken jusqu'en juin 2021. Il vient pour remplacer Peter Abrahamsson, victime d'une rupture du ligament croisé et absent pour plusieurs mois,.
Il joue son premier match pour le BK Häcken le 24 août 2020, lors d'une rencontre de championnat face à l'IFK Norrköping. Il est titularisé et son équipe s'impose par un but à zéro.
Le 6 août 2021, il est prêté à Doncaster Rovers.
Le 14 janvier 2022, il est prêté à Gillingham.
Le 11 août 2022, Pontus Dahlberg fait son retour dans le club de ses débuts l'IFK Göteborg. Il signe un contrat courant jusqu'en décembre 2026.

### En sélection nationale
Pontus Dahlberg joue avec toutes les équipes de jeunes suédoises, des moins de 15 ans en 2014 aux espoirs en 2017. Avec les moins de 17 ans, il participe au championnat d'Europe des moins de 17 ans en 2016. Lors de cette compétition, il joue quatre matchs. La Suède s'incline en quart de finale face aux Pays-Bas. Il dispute ensuite avec les espoirs le championnat d'Europe espoirs en 2017, mais cette fois-ci en restant sur le banc des remplaçants.
Il joue son premier match avec l'équipe nationale de Suède le 7 janvier 2018, lors d'un match amical contre l'Estonie (match nul 1-1)